# Vöröshasú sakutyúk
A vöröshasú sakutyúk (Penelope ochrogaster) a madarak osztályának tyúkalakúak (Galliformes) rendjébe és a hokkófélék (Cracidae) családjába tartozó faj.

## Rendszerezése
A fajt August von Pelzeln osztrák ornitológus írta le 1870-ben.

## Előfordulása
Brazília területén honos. Természetes élőhelyei szubtrópusi és trópusi síkvidéki esőerdők, mocsári erdők és lombhullató erdők. Állandó, nem vonuló faj.

## Megjelenése
Testhossza 67,5-75 centiméter. Feje halvány barna, háta, szárnyai és a farok sötétebb barna. Gesztenyés-vörös alsó rész, világosabb has. Fehér pöttyök vannak a felső melltől, a hasa közepéig  és a szárny-fedőtollain. Sötét szemsáv van, amely kiterjed a fülre és a nyak egy részére, piros-narancs a torka és a bőr lebenye.

## Természetvédelmi helyzete
Az elterjedési területe nem nagy és az élőhelyvesztés miatt csökken, egyedszáma 1 700 példány alatti és a vadászatok miatt szintén csökken. A Természetvédelmi Világszövetség Vörös listáján sebezhető fajként szerepel.

## Külső hivatkozás
- Képek az interneten a fajról
- Internet Bird Collection - videók a fajról
- Xeno-canto.org - a faj hangja és elterjedési területe